# Chino medio
El chino medio o chino medieval (en chino tradicional, 中古漢語; en chino simplificado, 中古汉语; pinyin, zhōnggǔ Hànyǔ) es la variedad de chino medieval codificada fonológicamente en el Qieyun, un diccionario de rimas (todas las palabras con un final o inicio idéntico se agrupaban en una parte del diccionario), publicado inicialmente en el 601 d. C. que fue expandida y revisada en numerosas ediciones posteriores.
El método fanqie usado para indicar la pronunciación den estos diccionarios (ya que el chino no tenía una escritura alfabética) supone una mejora de los métodos anteriores, resultó ser complicado en la práctica, aunque es la principal fuente de conocimiento para el chino medio. A mediados del siglo XII el Yunjing y otras tablas de rimas incorporaron sistemas más sofisticados y convenientes que los usados en el Qieyun. Las tablas de rimas del siglo XII comparadas con las del siglo VII testimonian un cierto número de cambios fonéticos que ocurrieron entre esos dos siglos. Los lingüistas se refieren más específicamente al chino reflejado en el Qieyun como chino medio temprano y a la variante de las tablas de rimas del siglo XII como chino medio tardío.
Los diccionarios y las tablas describen la pronunciación en términos relativos, pero no dan una representación de sus sonidos (y al no ser alfabética la escritura los lingüistas modernos deben inferir o reconstruir la pronunciación). El lingüista sueco Bernard Karlgren creía que los diccionarios registraban el habla estándar de la capital Chang'an de los Sui y los Tang, y publicó una reconstrucción de sus sonidos (la "reconstrucción Karlgren-Li" del chino medio). Sin embargo, basándose en una versión recientemente encontrada del Qieyun, la mayor parte de eruditos consideran hoy en día que los registros son un compromiso entre la lectura septentrional y meridional de la escritura china y las tradiciones poéticas del último período de las dinastías meridionales y septentrionales. Este sistema compuest tiene importantes pistas para la reconstrucción del sistema del chino antiguo (I milenio a. C.).

## Descripción lingüística
El sistema chino medio se usa frecuentemente como marco originario para el estudio y la descripción de las modernas lenguas siníticas. Las ramas del sinítico incluyendo el chino mandarín (que incluye el chino estándar, basado en el habla de Pekín), el chino yue y el chino wu pueden ser tratados como desarrollos divergentes a partir del sistema del Qieyun. El estudio del chino medio también proporciona un mejor entendimiento y análisis de la poesía en chino clásico, como por ejemplo de la poesía Tang.

### Fonología
El inventario consonántico del chino medio puede ser interpretado a partir de las rimas del Qièyùn (s. VI d. C.) con un alto grado de certeza. El siguiente cuadro resume los fonemas que podían aparecer en posición inicial:
|                   | Labial | Alveolar | Retrofleja | Palatal | Velar | Glotal |
| ----------------- | ------ | -------- | ---------- | ------- | ----- | ------ |
| Oclusiva simple   | p, b   | t, d     | ʈ, ɖ       |         | k, g  | (ʔ)    |
| Oclusiva aspirada | pʰ     | tʰ       | ʈʰ         |         | kʰ    |        |
| Africada simple   |        | ʦ, ʣ     | tʂ͡, dʐ͡     | ʨ͡, dʑ͡   |       |        |
| Africada aspirada |        | ʦʰ͡       | tʂʰ͡        | ʨʰ͡      |       |        |
| Fricativa         |        | s, z     | ʂ, ʐ       | ɕ, ʑ    | x     | h      |
| Aproximante       |        | l        |            | j       |       |        |
| Nasal             | m      | n        | (ɲ)        | ɲź      | ŋ     |        |
Para la coda silábica se tienen las siguientes posibilidades: /w, y, ɨ; ŋ, ŋʷ, m, n, k, kʷ, p, t/. En cuanto a las vocales se reconstruye el sistema: /i, ɨ, u; e, o; ɛ; æ, ɐ/.

### Comparación léxica
Los numerales en diferentes variedades siníticas, incluyendo variedades relacionadas con el chino medio, son:
| GLOSA | Guan-Jin        | Guan-Jin   | PROTO- XIANG | Gan-Hakka  | Gan-Hakka    | Wu-Hui     | Wu-Hui    | Yue-Ping    | Yue-Ping   | PROTO- MIN | Chino medio | Chino medio   | PROTO- CHINO |
| GLOSA | PROTO- MANDARÍN | PROTO- JIN | PROTO- XIANG | PROTO- GAN | PROTO- HAKKA | PROTO- HUI | PROTO- WU | PROTO- PING | PROTO- YUE | PROTO- MIN | Qieyun      | Sino- Japonés | PROTO- CHINO |
| ----- | --------------- | ---------- | ------------ | ---------- | ------------ | ---------- | --------- | ----------- | ---------- | ---------- | ----------- | ------------- | ------------ |
| '1'   | *i̯i             | *i̯əʔ       | *i           | *il        | *i̯it         | *iʔ        | *ii̯ʔ      | *i̯ət        | *i̯it       | *tsit      | i̯it         | *it-i itɕi    | *i̯it         |
| '2'   | *ər             | *ər        | *ə           | *ə         | *ŋi5         | *n ~ *ẽ    | *nia      | *ŋi         | *ᵑgi       | *ŋi        | ńźi̯i-       | ni            | *ŋi̯i(ʑ)      |
| '3'   | *san            | *sɑŋ       | *san         | *sam       | *sam         | *sã        | *sa       | *sam        | *sam       | *saŋ       | sam         | san           | *sam         |
| '4'   | *si             | *si        | *sɿ          | *si        | *si          | *sɿ        | *si       | *si         | *sei       | *si        | sî          | *si ɕi        | *s(i̯)i       |
| '5'   | *wu             | *wu        | *u           | *ŋ         | *m~ŋ         | *wu        | *ŋ        | *ŋ          | *m~ŋ       | *ŋu        | ŋuo         | go            | *ŋwo         |
| '6'   | *li̯u            | *li̯əu      | *ləu         | *li̯uk      | *li̯uk        | *ljoʔ      | *loʔ      | *li̯ɑu       | *li̯ok      | *li̯ok      | li̯uk        | ɾok-ɯ         | *li̯uk        |
| '7'   | *tɕʰi           | *tsʰi̯əʔ    | *tsʰi        | *tsʰil     | *tsʰit       | *tsʰiʔ     | *tsʰii̯ʔ   | *tsʰət      | *tsʰii̯t    | *tsʰit     | tsʰit       | *sit-i ɕitɕi  | *tsʰii̯t      |
| '8'   | *pa             | *paʔ       | *pa          | *pal       | *pat         | *paʔ       | *paʔ      | *pat        | *pat       | *paiʔ      | pat         | *pat-i hɑtɕi  | *pat         |
| '9'   | *tɕi̯u           | *tɕi̯əu     | *tɕi̯əu       | *tɕi̯u      | *ki̯au        | *tɕi̯o      | *ki̯ou     | *kjɑu       | *ki̯au      | *ki̯au      | ki̯əu        | *ki̯u kʲɯː     | *ki̯əu        |
| '10'  | *ʂi             | *ʂəʔ       | *ʂi          | *ʂip       | *ʂip         | *ɕiʔ       | *ʑii̯ʔ     | *ɕəp        | *sip       | *sip       | dʑii̯p       | *dʑipu dʑɯː   | *ʂip         |